# 碧南線
碧南線（日语：／ Hekinan sen */?）是连接愛知縣知多郡東浦町的武丰线東浦站和碧南市碧南市站的貨物铁路线，屬於衣浦臨海鐵道，过去该线路延伸至權現崎站。

## 概述
碧南線於1977年5月25日开通，從東浦到权現崎，總長11.3公里 。碧南線原本的建設目的是将原材料和产品运送到衣浦灣沿岸的衣浦港地區，特別是當地著名的三州瓦，但是隨著建築行業變遷，屋瓦使用量銳減，碧南線貨運量大幅減少。
2006年碧南市到權現崎區間，以及高濱市站（位於东浦 - 碧南市區间）廢止。目前碧南線主要功能是為位於碧南市和武丰町的碧南火力發電廠和武豐火力發電廠運送脱硫材料的碳酸钙，以及發電廠燃煤的副产品煤灰。
碧南线现有路段没有铁路道口，與所有平面道路都立體交叉，但是過去在权現崎站附近有铁路道口。

## 路线数据
- 營運商：衣浦臨海鐵道（第一種鐵道事業）
- 路線長度：8.2km
- 軌距：1067mm
- 車站数：2站
- 複線區間：无（全線為单線鐵路）
- 電氣化區間：无（全線為非電氣化鐵路）
- 閉塞方式：單票閉塞
- 最高速度：45km/h[1]

## 運行形態
从东浦站到碧南市站，每天有一班碳酸钙运输列车。从碧南市站到东浦站，則每天设置两班煤灰运输列车。所有列车都直通至武丰线的大府站。机车配置上，从大府站到碧南市站的碳酸钙运输列车是重聯運行；从碧南市站到大府站的煤灰运输列车則是单機運行。

## 车站列表
| 站名     | 站名     | 站名        | 站間距離（公里） | 營業距離（公里） | 连接路线       | 地点   | 地点   |
| 中文站名 | 日文站名 | 英文站名    | 站間距離（公里） | 營業距離（公里） | 连接路线       | 地点   | 地点   |
| -------- | -------- | ----------- | ---------------- | ---------------- | -------------- | ------ | ------ |
| 東浦     |          | Higashiura  | 0.0              | 0.0              | JR東海：武丰线 | 愛知縣 | 東浦町 |
| 高濱市   |          | Takahamashi | 5.1              | 5.1              |                | 愛知縣 | 高濱市 |
| 碧南市   |          | Hekinanshi  | 3.1              | 8.2              |                | 愛知縣 | 碧南市 |
| 權現崎   |          | Gongenzaki  | 3.1              | 11.3             |                | 愛知縣 | 碧南市 |